# Parochie H. Titus Brandsma
De Parochie Heilige Titus Brandsma bestaat sinds 1 januari 2010. Toen werden in opdracht van kardinaal Eijk vanwege reorganisatie van het aartsbisdom Utrecht elf parochies in de gemeenten Wageningen, Ede, Veenendaal, Rhenen en Renkum samengevoegd.
De parochie heeft Titus Brandsma als patroon. De gedachte hierachter is dat deze martelaar uit de Tweede Wereldoorlog past bij deze streek die zwaar getekend werd door deze oorlog.
De parochie bestaat uit de volgende 8 geloofsgemeenschappen en kerkgebouwen:
- RK Geloofsgemeenschap Wageningen, Heilige Johannes de Doper Geboorte-Verrijzenis des Heren (Wageningen)
- Geloofsgemeenschap Katholiek Ede, Sint-Antonius van Paduakerk (Ede)
- Katholieke geloofsgemeenschap Bennekom, Maria Virgo Reginakerk (Bennekom)
- Geloofsgemeenschap St Antonius Abt, St. Antonius Abtkerk (Lunteren)
- Geloofsgemeenschap St. Willibrord, Sint-Salvatorkerk (Veenendaal)
- Geloofsgemeenschap St. Cunera, Gedachteniskerk (Rhenen)
- Geloofsgemeenschap Bernulphus, H. Bernulphuskerk (Oosterbeek)
- Geloofsgemeenschap O.L.V. Ten Hemelopneming, Onze Lieve Vrouw Ten Hemelopnemingkerk (Renkum)

In verband met terugloop van het kerkbezoek werd de Goede Herderkerk in Ede op 1 april 2013 aan de eredienst onttrokken. In januari 2017 werd bekend dat de O.L. Vrouw van Lourdeskerk in Doorwerth en de Sint Josephkerk in Heelsum zouden worden verkocht. De kerk in Doorwerth zal een andere bestemming gaan krijgen, de kerk in Heelsum zou worden gesloopt, maar werd later aangewezen als gemeentelijk monument.

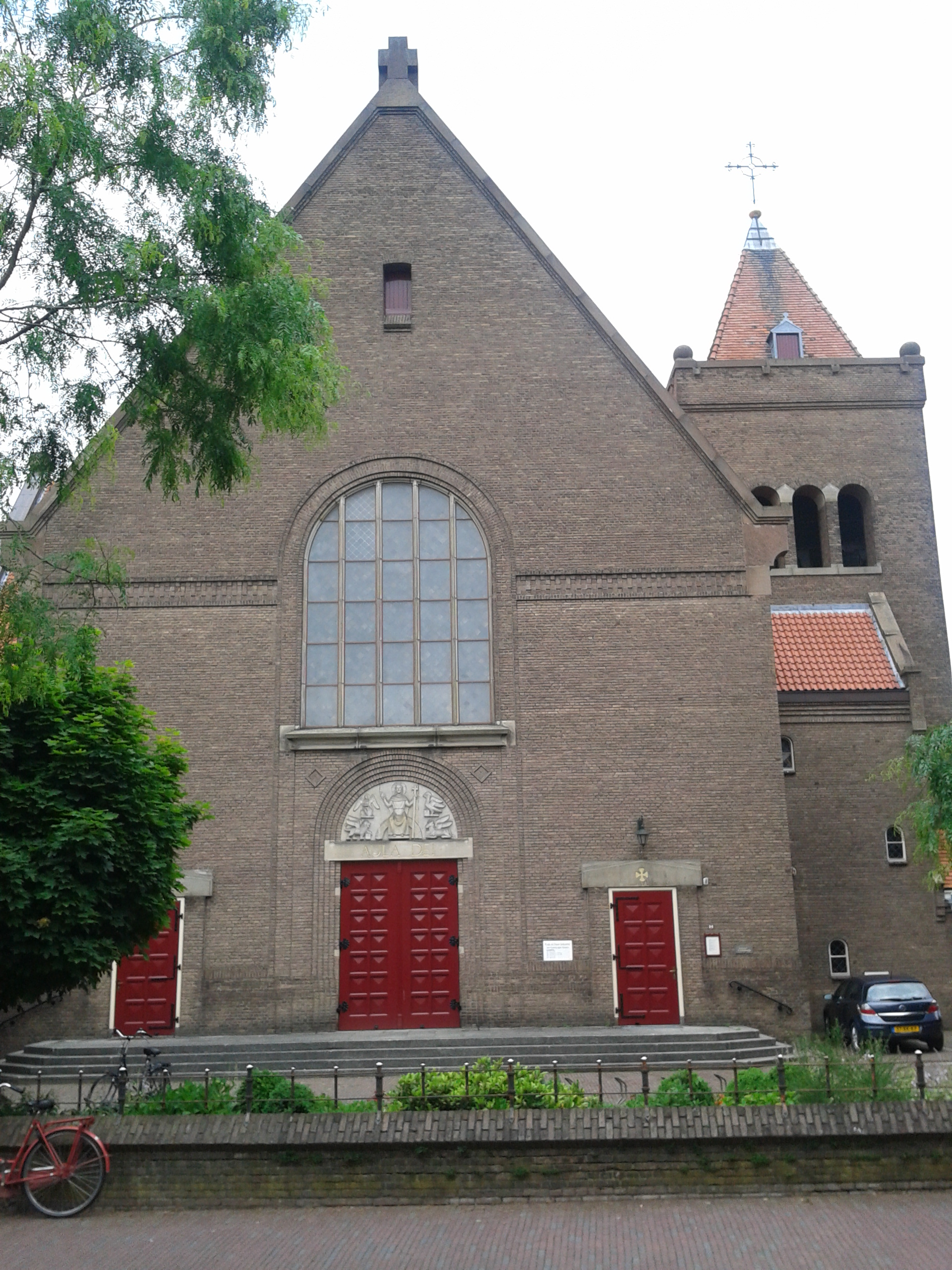
Heilige Johannes de Dopergeboortekerk in Wageningen
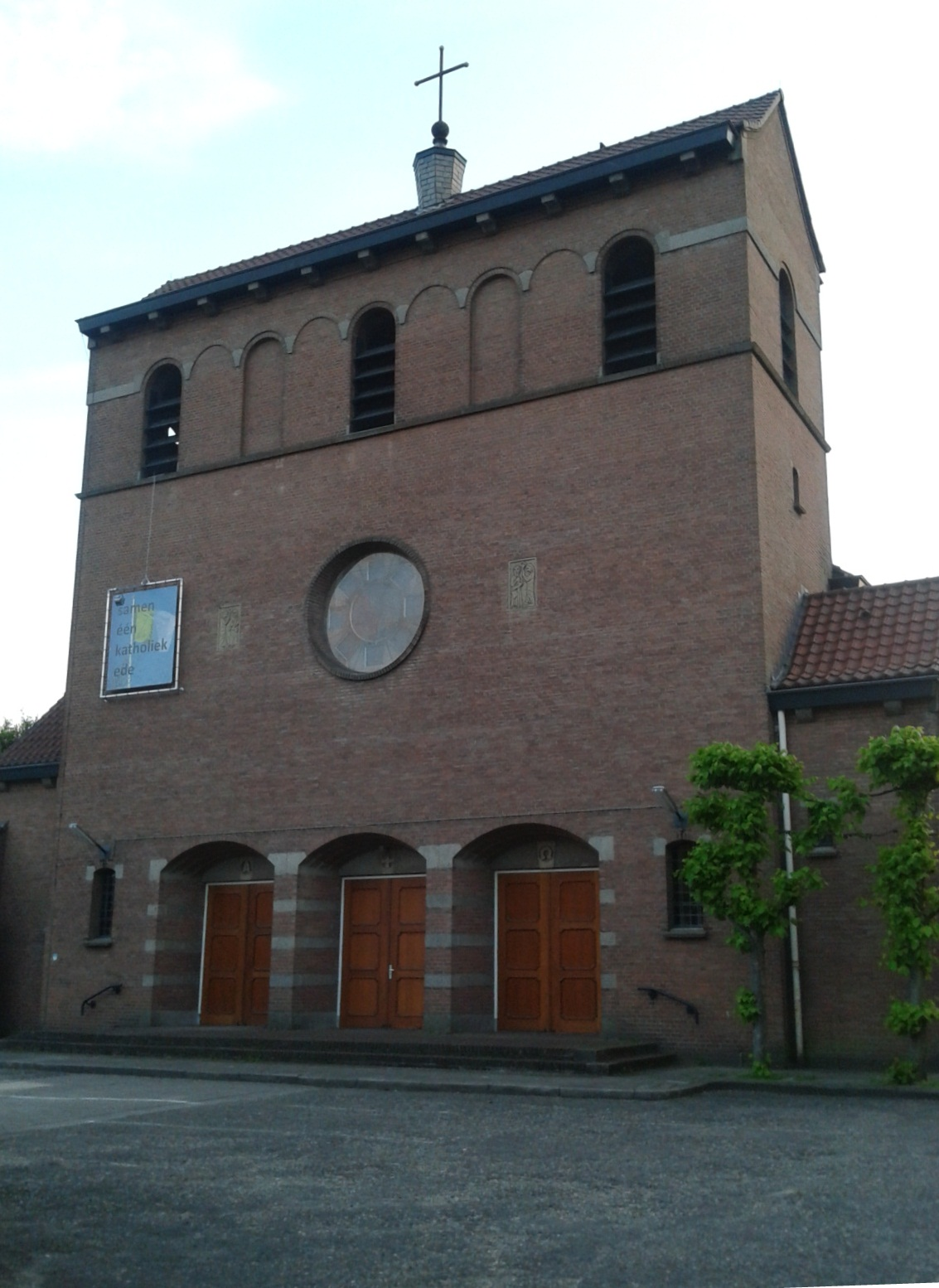
Sint-Antonius van Paduakerk in Ede
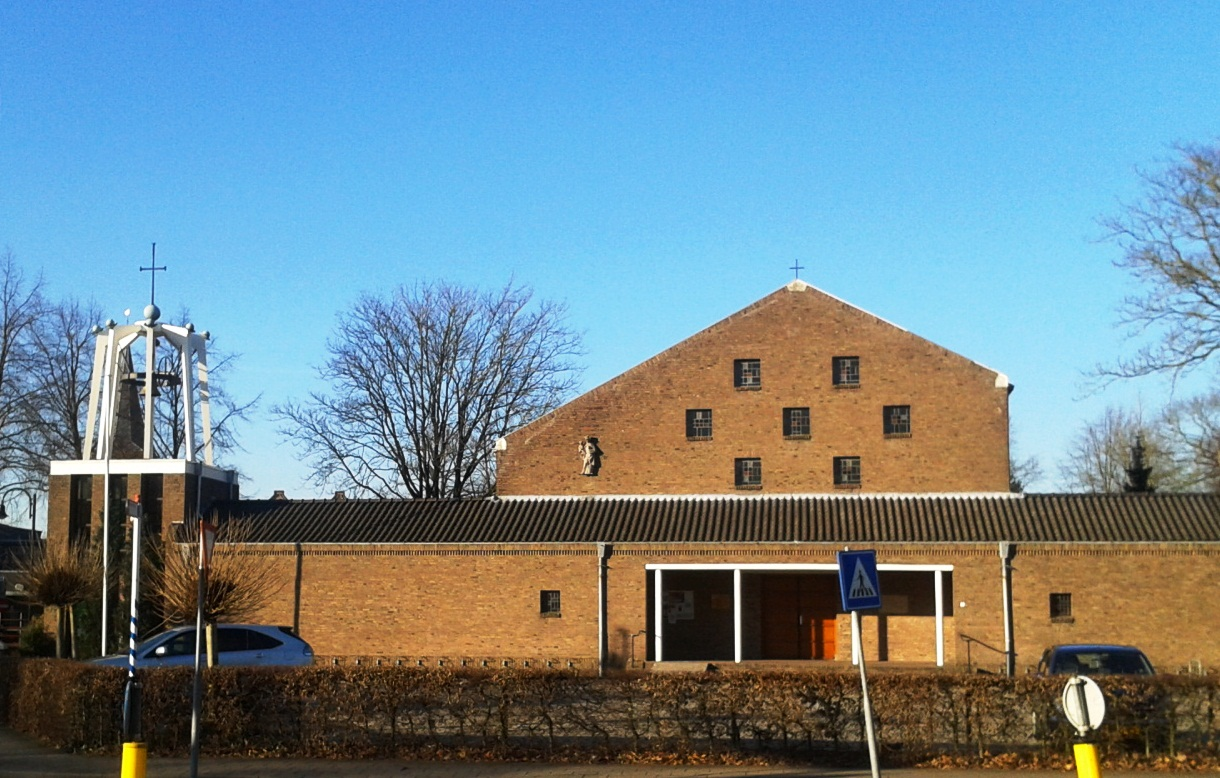
Maria Virgo Reginakerk in Bennekom
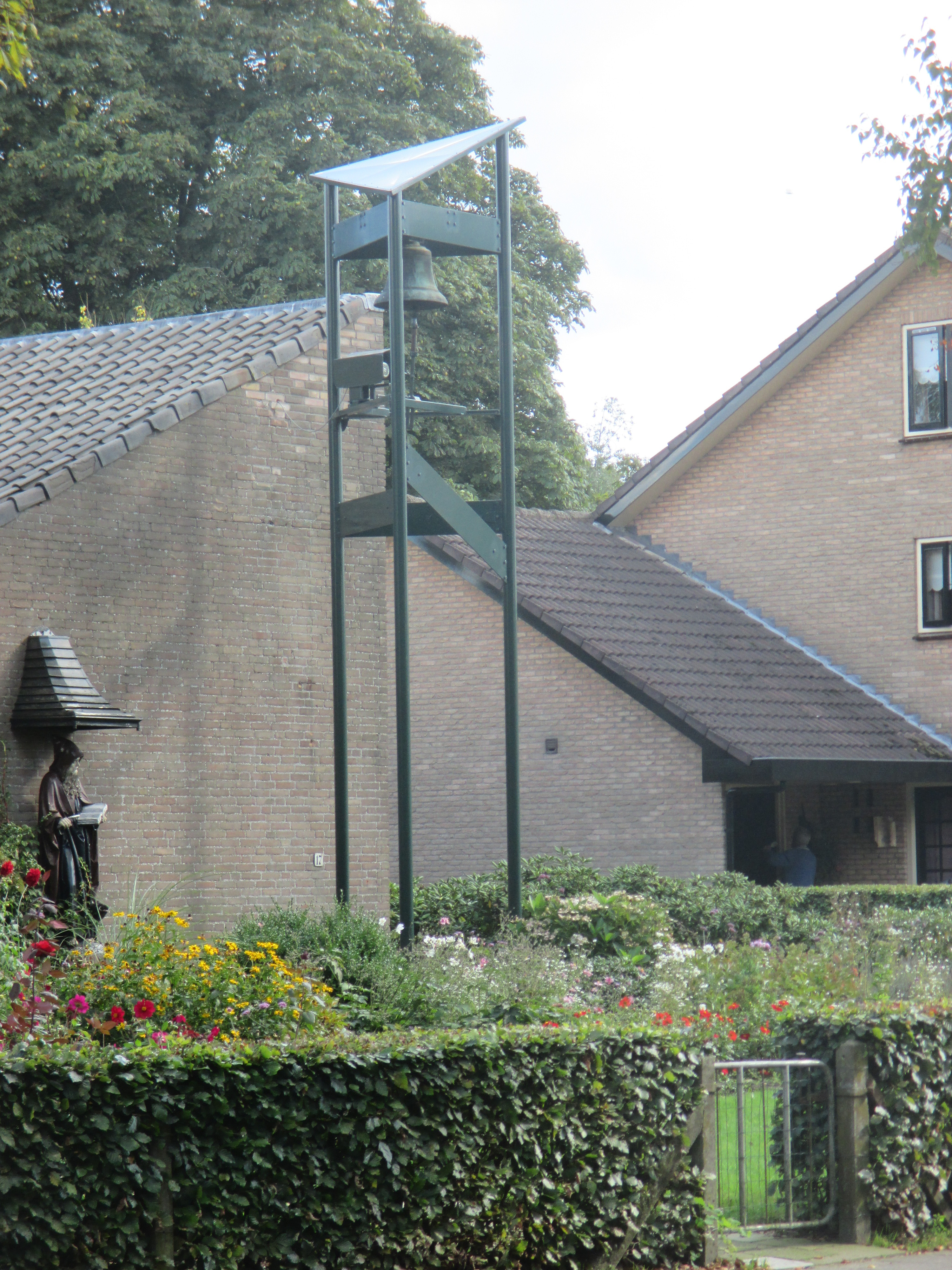
Antonius-Abtkerk Lunteren
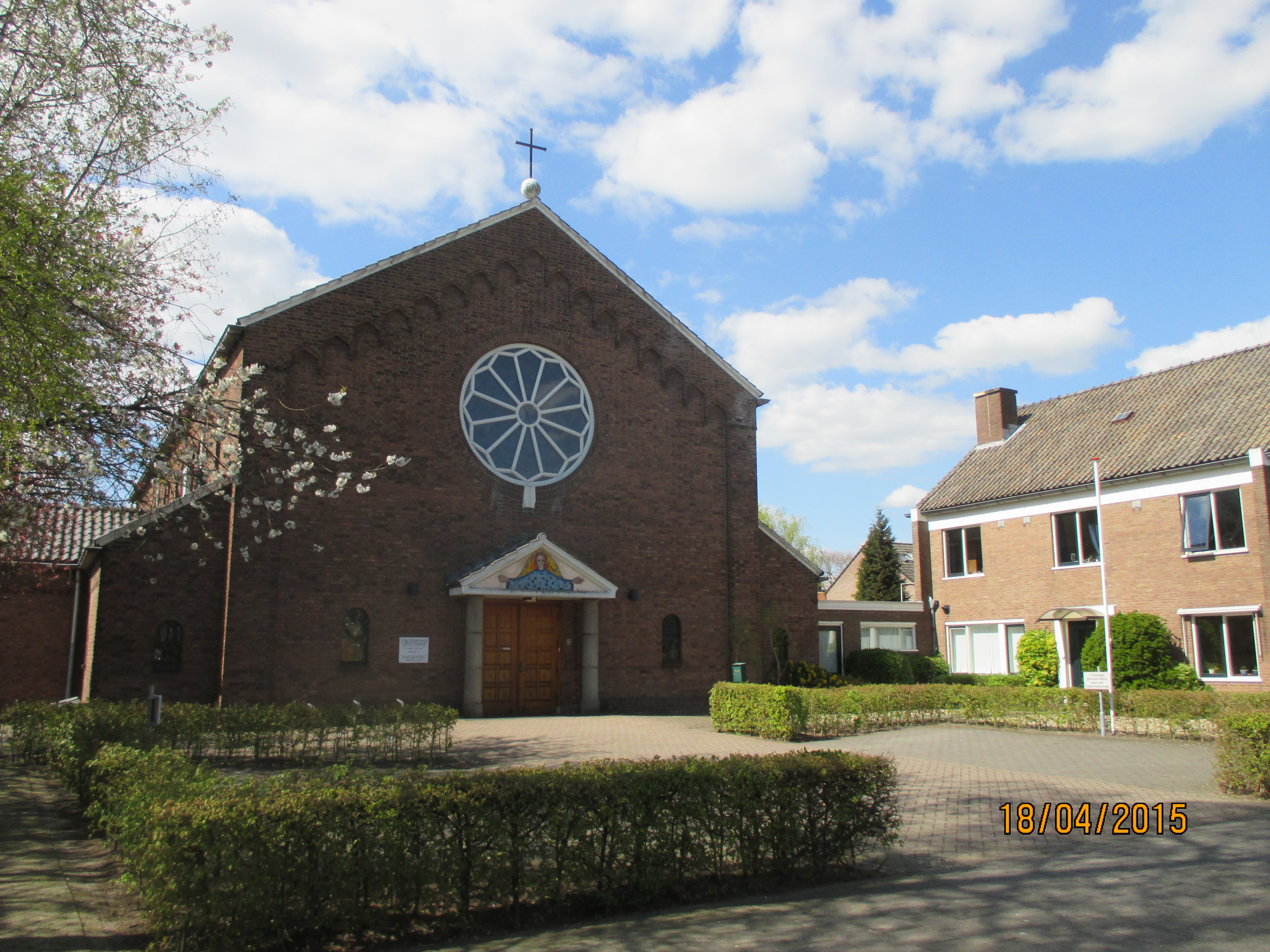
Salvatorkerk Veenendaal
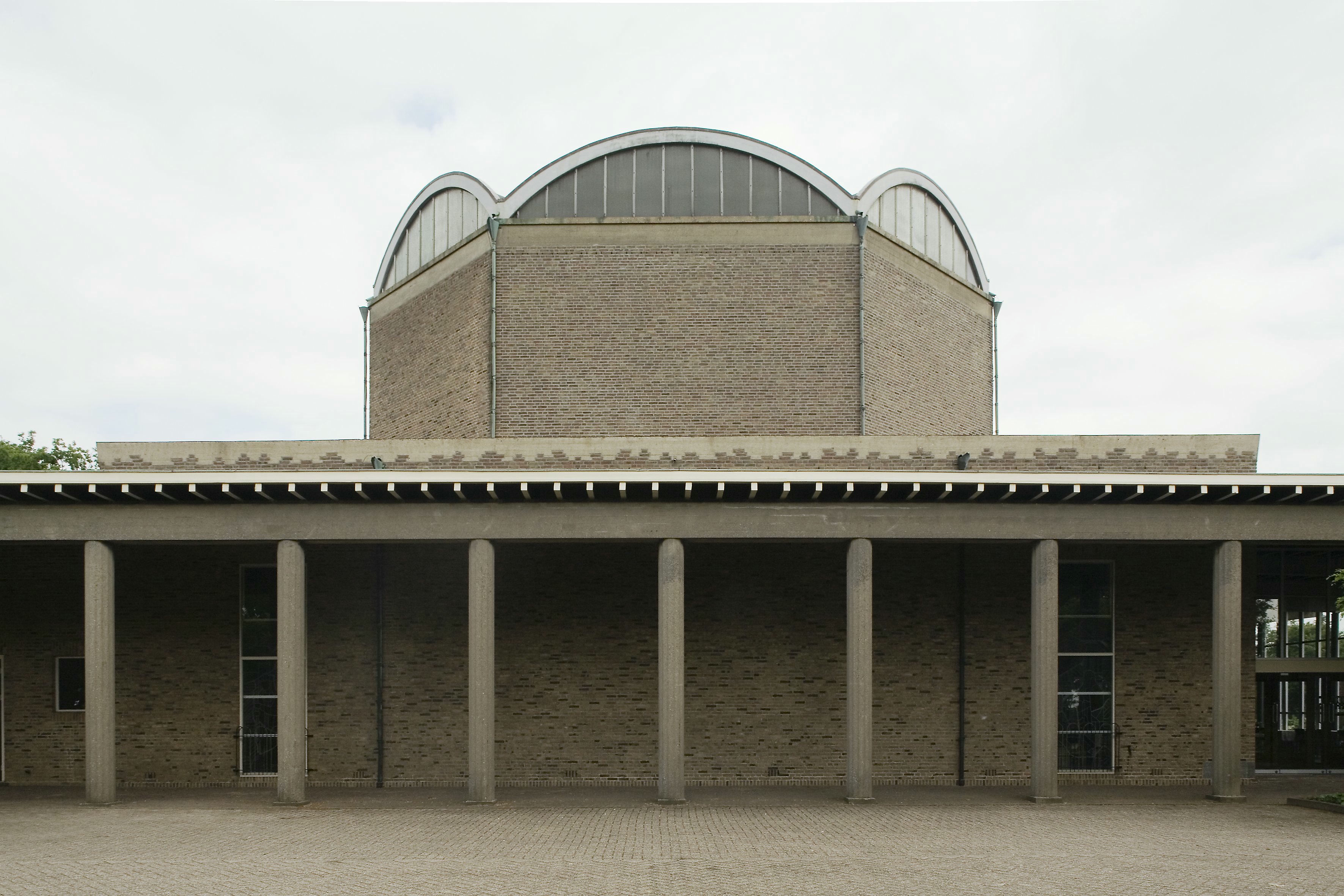
Gedachteniskerk in Rhenen
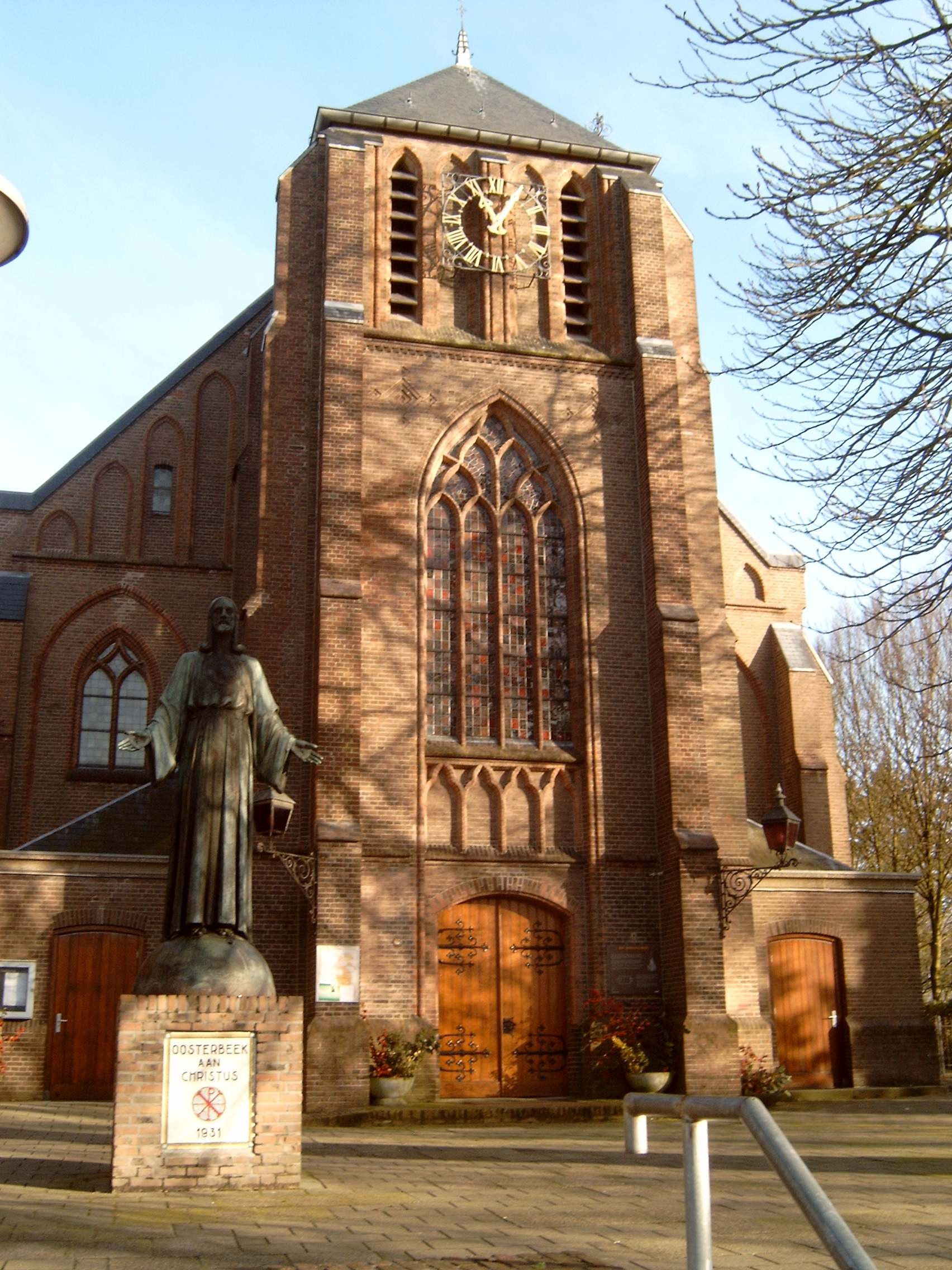
Bernulphuskerk in Oosterbeek
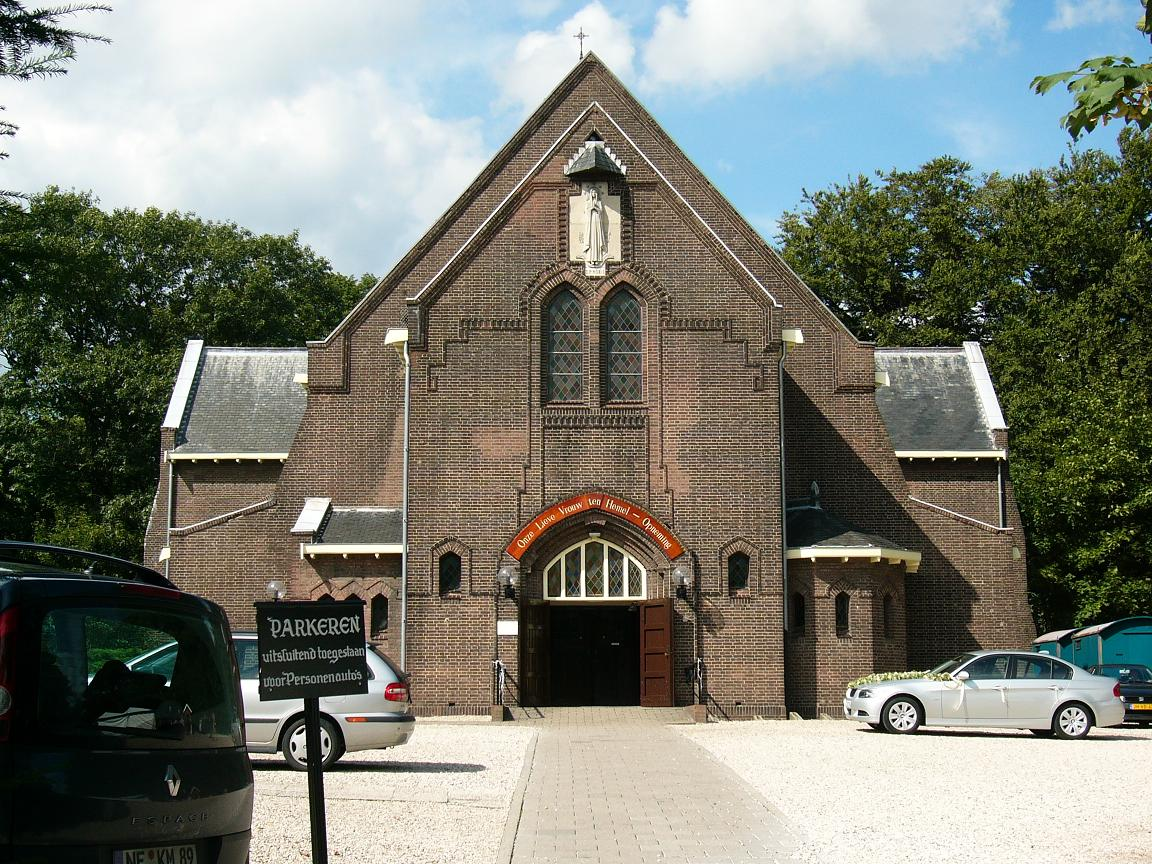
OLV Tenhemelopnemingkerk in Renkum